# FFB Field
FFB Field é um estádio de futebol em Belmopan, no Belize. Tem uma capacidade de 5.000 espectadores.
Leva o nome da Federação de Futebol de Belize e é o estádio da seleção nacional de futebol de Belize, e as vezes também é usado pelas equipe de futebol local como o Police United e o Belmopan Bandits.
Entre abril e julho de 2014, o FFB Field recebeu uma atualização para atender aos padrões da CONCACAF para realizar jogos internacionais e de clubes. Essa reforma incluiu a instalação de luzes uma nova iluminação de 1100-1600 lux, e melhorias no campo, arquibancadas e instalações sanitárias com armários de equipe para se adequar as normas da FIFA, bem como um aprimoramento completo dos edifícios existentes. Essas atualizações foram possíveis graças à doação de dois milhões de dólares da FIFA. No entanto, em agosto de 2014, a CONCACAF decidiu que o estádio não atendia aos padrões para sediar partidas na Liga dos Campeões da CONCACAF de 2014–15.
Em março de 2019, foi concluída a construção de um novo campo com grama sintética, como parte do Projeto Goal, da FIFA. O trabalho começou com a terraplenagem, a construção de drenos e a base com medição milimétrica, o sistema de irrigação e a colocação do gramado de última geração para concluir com a marcação do campo e a aplicação de borracha granulada e areia.